# Pierre Mélin
Pour les articles homonymes, voir Mélin (homonymie).
Pierre Mélin, né le 7 novembre 1863 à Essonnes (Seine-et-Oise) et décédé le 23 novembre 1929 à Paris 14e (Seine), est un homme politique français.

## Biographie
Fils d’un terrassier d’origine belge et d’une domestique née en Meurthe-et-Moselle, il vit à Paris jusqu’en 1892, il y a trois enfants qu’il reconnut au moment de son mariage en 1891. 
Installé à Valenciennes à partir de 1893, il eut deux autres enfants avant son divorce en 1905. Il se remarie en 1912 avec une fille de mineur. 
Il est mort à Paris 14e le 23 novembre 1929. 
Il est facteur en instruments de musique, commis de l'octroi à Paris avant 1892. À Valenciennes, il est ouvrier luthier, conseiller Prudhommes, puis député socialiste du Nord de 1906 à 1910. Puis, il est négociant en vins et champagnes avant d’être de nouveau député de 1914 à 1919. Candidat sans succès aux élections législatives, puis aux élections municipales de 1919 et aux sénatoriales de 1920, il se retire de la vie politique, quitte Valenciennes et s’installe à Andresy.

## Le militant ouvrier
À Valenciennes, Pierre Mélin se lance dans l'action corporative et politique en créant avec son ami KHEL le cercle d’études sociales « l’Égalité » dont il est secrétaire adjoint en 1896. 
Il fonde et anime le Franc Parleur, premier journal socialiste de Valenciennes qui parut seulement pendant l’année 1897, il en est secrétaire adjoint et trésorier.
Au sein du Parti ouvrier de Jules Guesde, puis du Parti ouvrier français (POF), il participe à la création de groupes socialistes dans tout le département. 
Il est alors secrétaire général du Parti ouvrier et en même temps, membre de la loge « Les égaux » de la Grande Loge de France de Valenciennes dont il démissionna en 1903. 
Les "frères" de Valenciennes avaient exigé que ceux d’entre eux, qui appartenaient au POF, choisissent clairement entre la loge et le P.O.F.. 
Il est candidat aux élections municipales de 1900, du conseil général en 1902, en même temps, il est président du POF et 2e maitre des cérémonies de sa loge maçonnique. 
Candidat aux cantonales de 1904, il signe plusieurs articles pour l'Émancipation, journal fédéral, dont il est rédacteur en 1905.
Il est, en 1899, élu conseiller prud'homal puis vice-président, en 1905, du conseil des prudhommes de Valenciennes. Il en est radié en 1911 car il n’est plus ouvrier luthier.

## Le député SFIO
En 1906, candidat de la SFIO aux élections législatives (le bulletin de vote mentionne uniquement sa fonction de Vice–président du conseil des Prudhommes) dans la 1re circonscription de Valenciennes (où il a échoué en 1902), il bat au second tour le député sortant radical, avec près de 8 000 voix (Modèle:Formanum:7975) sur 17 205 inscrits.
En 1910, malgré ses 6 012 voix sur 17 665 inscrits qui le placent en tête, il est battu au scrutin de ballotage par la conjonction de la droite et du candidat radical.
Il devient alors délégué permanent à la propagande de la fédération socialiste du Nord, dans le même temps, il est négociant en vins, en 1914, il est réélu député pour une dernière législature. Comme député, entre Jean Jaurès et Jules Guesde, il joue un rôle assez effacé. 
En 1906 il est inscrit à la commission des mines, en 1909, il prend part aux discussions du budget de guerre et à une proposition de loi sur le tarif des douanes. 
À partir de 1914 il fait partie de la commission des PTT. Pierre Mélin représente la fédération socialiste du Nord aux congrès nationaux de Limoges (1906), Nancy (1907), Toulouse (1908), Saint-Étienne (1909) et Saint-Quentin (1911).
Il est de nouveau candidat aux élections municipales et législatives de 1919 et sénatoriales de 1920. 
Mais il est contesté par sa section socialiste qui le convoque le 20 février 1919 pour lui demander des comptes sur les questions qui se rattachent aux allocations militaires. Elle ne le désigne pas pour assister au congrès.
Le 20 mars 1920, il est remplacé à la tête de la section socialiste de Valenciennes. Il quitte Valenciennes pour s’installer à Andresy (Seine et Oise). 
Il est absent au congrès de Tours, il est pourtant mentionné dans les procès verbaux de celui-ci, mais comme ayant une dette de 3 200 francs comme ancien élu n’ayant pas réglé toutes ses cotisations.

## Député en 1914
En même temps que son ami, le Député Henri Durre, il est proposé pour l’attribution de la médaille de la reconnaissance française en 1928.
Cette demande indique :
En décembre 1914, Pierre Melin est parti avec Henri Durre de Valenciennes occupée par les allemands, ils ont traversé, au péril de leurs vies, les lignes ennemies, pour aller siéger au Palais Bourbon.
Le 23 octobre 1918, « Ayant voulu à tout prix rejoindre leurs compatriotes au premier moment de la délivrance afin de se rendre compte des besoins les plus urgents ». 
Henri Durre y est tué, son nom est inscrit sur le monument aux morts du Palais Bourbon, Pierre Mélin fut blessé grièvement par une balle de mitrailleuse, à la croix d’Anzin.

## Sources
- Archives familiales Doussin/Breillot;
- Archives de Paris, registres d’état civil du 11e arrondissement de Paris ;
- Archives de Valenciennes : Fonds Carlier 2323-325, 211-126, 2F339, registres d’état civil ;
- Archives départementales du Nord : 37 M 60, 59 M 163, 154 M 70 et 73 à 77 ;
- Comptes rendus des congrès nationaux du Parti socialiste. Hubert-Rouger ;
- Les Fédérations socialistes l, op. cit., p. 417-418.
- L'Humanité, 15 juillet 1914 ;
- Histoire de la Franc-maçonnerie à Valenciennes, Cercles de recherches et d’études traditionnelles du Hainaut Valenciennes, 1995 ;
- Compte rendu de la police au Préfet, pour les congrès du POF de 1894 à 1898 ; Cotes F/7/13701- F/7/12496-F/7/12887- CARAN ;
- Archives parlementaires C7407- C7358-C7348, CARAN ;
- « Pierre Mélin », dans le Dictionnaire des parlementaires français (1889-1940), sous la direction de Jean Jolly, PUF, 1960 [détail de l’édition]